# 대한민국 형사소송법 제74조
대한민국 형사소송법 제74조는 소환장의 방식에 대한 형사소송법의 조문이다.

## 조문
제74조(소환장의 방식) 소환장에는 피고인의 성명, 주거, 죄명, 출석일시, 장소와 정당한 이유없이 출석하지 아니하는 때에는 도망할 염려가 있다고 인정하여 구속영장을 발부할 수 있음을 기재하고 재판장 또는 수명법관이 기명날인하여야 한다.  <개정 1995.12.29.>

第74條(召喚狀의 方式) 召喚狀에는 被告人의 姓名, 住居, 罪名, 出席日時, 場所와 正當한 理由없이 出席하지 아니하는 때에는 逃亡할 念慮가 있다고 認定하여 拘束令狀을 發付할 수 있음을 記載하고 裁判長 또는 受命法官이 記名捺印하여야 한다.  <개정 1995.12.29.>

## 참고 문헌
- 손동권 신이철, 새로운 형사소송법(초판, 2013), 세창, 2013. ISBN 9788984114081

## 같이 보기
- 소환장